# Pórtico de Minúcio
O Pórtico de Minúcio (em latim: Porticus Minucia) foi um pórtico da Roma Antiga localizado no Largo de Torre Argentina, no Campo de Marte, em Roma. Foi edificado na última década do século II a.C. pelo cônsul romano Marco Minúcio Rufo. Foi mencionado no Plano de Mármore e nos Catálogos Regionais, aparecendo próximo ao Pórtico de Filipo e à Cripta de Balbo. Ele teria circundado o mais antigo Templo dos Lares Permarinos. O Pórtico de Minúcio serviu ao longo da história para várias funções como, por exemplo, reuniões públicas. Segundo relatado por Cícero em suas Filípicas, Marco Antônio, e provavelmente outros oficiais, teriam estabelecido seus tribunais no pórtico. Ele também teria abrigado os jogos de 4 de junho dedicados a Hércules Custos, cuja estátua de bronze localizava-se no recinto do pórtico.
Desde pelo meno o reinado de Domiciano (r. 81–96), o Pórtico de Minúcia passou a ser designado como "Velho" (Vetus) para distingui-lo do Pórtico de Minúcio Frumentário. Apesar desta distinção, é incerto se eram edifícios distintos ou se o última seria apenas uma nova porção do antigo; esta distinção também relatada nos Catálogos Regionais. Seja como for, apesar da carência de inscrições comprovatórias, os autores sugerem que este edifício já teria sido estabelecido desde o reinado de Cláudio (r. 41–54), quando a distribuição distribuição de cereais à população passou a ocorrer ali. Pelo que foi descrito nas inscrições, o pórtico possuía 45 seções nas quais grupos definidos de pessoas recebiam suas doações em dias específicos do mês.
Desde o reinado de Septímio Severo (r. 193–211) o nome do pórtico foi incorporado ao título dos oficiais encarregados com o departamento de água, porém não é clara a razão. Poderia indicar que estes oficiais possuíam ambos os ofícios, que o Minúcio foi entregue ao departamento de água e não mais o de cereais, que ambos foram abrigados no mesmo edifício ou que as inscrição ao Minúcio se refeririam ao Pórtico de Minúcio Velho, enquanto a distribuições de cereais continuou a ocorrer no Pórtico Frumentário. Atualmente ele existe sob a forma de algumas ruínas, o que dificulta sua reconstrução espacial. Para Lawrence Richardson Jr., seria um quadripórtico coberto com uma colunata dupla. Segundo Filippo Coarelli, D Manacorda e A. Ziolkowski, provavelmente teria originalmente circundado a área sagrada do Largo de Torre Argentina, abrigando portando os templos ali existentes, porém tal teoria encontrou pouca aceitação devido a inviabilidade espacial.

## Localização
| Planimetria do Campo de Marte meridional |
| --- |
| Tibre Navália Circo Flamínio Teatro de Marcelo T. de DianaC T. da Piedade T. de Jano T. de Juno T. de Spes Templo de Belona Templo de Apolo Sosiano Templo de Júpiter Estator Templo de Juno Regina Pórtico de Otávia Portico de Filipo T. de Hércules Portico de Otávio Teatro de Balbo Cripta de Balbo Portico de Minúcio T. das Ninfas Diribitório T. de Juturna T. da Fortuna T. de Ferônia T. dos Lares Permarinos Cúria de Pompeu Portico de Pompeu Teatro de Pompeu Templo da Vênus Victrix Templo de Marte Santuário de Hércules Grande Vigia Templo de Castor e Pólux Ponte Fabrício Ilha Tiberina Pórtico dos Máximos T. de Netuno Pórtico dos Deuses Vila Pública Hecatostilo T. da Fortuna Equestre Anfiteatro de Estacílio Tauro (?) |